# Conus testudinarius
Conus testudinarius é uma espécie de gastrópode do gênero Conus, pertencente à família Conidae.